# .kz
.kz è il dominio di primo livello nazionale assegnato al Kazakistan.
Dal 1999 è gestito dall'organizzazione non-profit Kazakh Network Information Center (KazNIC). Nel 2004 è stata istituita l'associazione Kazakhstan Association of IT Companies, di cui KazNIC è membro, che nel 2005 ha preso in carico delle attività amministrative.
Nel giugno 2011 Google ha comunicato di aver ricevuto richiesta da parte delle autorità kazake di trasferire le attività del dominio google.kz all'interno del paese. KazNIC ha in seguito annunciato che la regola non applica nel caso di domini registrati in precedenza.
Nel 2012 ICANN ha approvato il dominio internazionalizzato .қаз (xn--80ao21a).